# Mjetsjyslaw Hryb

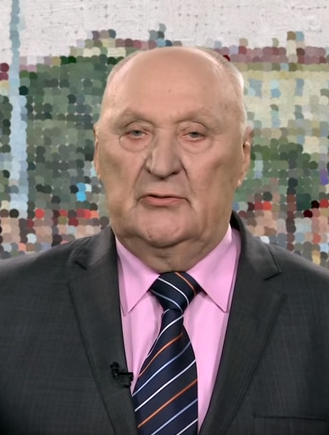
Mjetsjyslaw Hryb in 2015

Mjetsjyslaw Ivanavitsj Hryb, (Wit-Russisch: Мечыслаў Іванавіч Грыб; Russisch: Мечислав Иванович Гриб, Metsjislav Ivanovitsj Grib) (Svitsjla, oblast Grodno, 28 september 1938) was de derde en laatste voorzitter van de Opperste Sovjet van de Wit-Russische of Belarussische SSR. Hij werd in 1994 opgevolgd door Aleksandr Loekasjenko toen de functie werd veranderd naar president van Wit-Rusland.
Hryb was aanvankelijk brandweertechnicus. In 1967 studeerde hij af in Rechten aan de Universiteit van Minsk.
Als vicevoorzitter van de politieke partij Narodnaja Hramada werd hij na het vertrek van voorzitter Stanislaw Sjoesjkevitsj, op 28 januari 1994, lid en tevens voorzitter van het Wit-Russische parlement. Hij werd benoemd tot president en vervanger van interim-president Vjatsjeslaw Koeznjetsov tot de overname van het ambt door Aleksandr Loekasjenko op 20 juli 1994. Hierna bleef hij nog tot 10 januari 1996 actief als parlementslid.